# Kouty (district de Nymburk)
Pour les articles homonymes, voir Kouty.
Kouty (en allemand : Kaut) est une commune du district de Nymburk, dans la région de Bohême-Centrale, en République tchèque. Sa population s'élevait à 325 habitants en 2020.

## Géographie
Kouty se trouve à 7,5 km à l'est de Nymburk et à 53 km à l'est-nord-est de Prague.
La commune est limitée par Netřebice au nord, par Úmyslovice à l'est, par Okřínek et Pátek au sud, et par Křečkov et Budiměřice à l'ouest.

## Histoire
La première mention écrite de la localité date de 1345.

## Transports
Par la route, Kouty se trouve à 12,5 km de Nymburk et à 62 km de Prague.